# Jacob van Rijs
Jacob van Rijs (Ámsterdam, 1964) es un arquitecto holandés. En 1993 fundó junto a Winy Maas y Nathalie de Vries, la oficina MVRDV. Han realizado diseños arquitectónicos, urbanos, planes directores y trabajos de investigación sobre por ejemplo aplicaciones de diseño. Actualmente es profesor invitado de la Universidad técnica de Berlín. Anteriormente ha dado clases en TU Múnich, TU Delft, la universidad de Wismar, la Escuela Técnica superior de Arquitectura (Universidad Politécnica de Madrid), Academia Real de las Artes de Copenhague y Rice university entre otras. Desde 2011 ha sido presidente del programa internacional del Instituto Real de Arquitectos Holandeses (BNA). En 2012 inició BNA iTop, una red de empresas e industrias creativas, y en 2014 fue elegido como miembro del "Dutch Trade Borad". En 2016 se convirtió en el presidente de Archiprix.

## Biografía
Estudió en la Universidad Técnica de Deft (Departamento de Arquitectura), donde se graduó en 1990 con matrícula de honor y mención honorífica de Archiprix. Jacob van Rijs trabajó como arquitecto con Lapeña & Torres Arquitectos (Barcelona), UNStudio (Ámsterdam) y OMA (Róterdam). Da conferencias y talleres en escuelas e instituciones de todo el mundo.
Dictó en la ciudad de Cochabamba - Bolivia, una conferencia en la que dio a conocer algunos de sus proyectos realizados, esta actividad se llevó a cabo el día martes 22 de octubre de 2019, asistieron autoridades facultativas, docentes y estudiantes de la Facultad de Arquitectura y Ciencias del Hábitat de la Universidad Mayor de San Simón. 

### MVRDV
En 1991 fundó junto a Winy Maas y Nathalie de Vries, la oficina MVRDV. Proyectos como Villa VPRO (Hilversum) y las viviendas WoZoCo para la tercera edad en Ámsterdam trajo a MVRDV reconocimiento internacional. Tras estos primeros trabajos siguieron otros como el Pabellón Holandés de la Exposición Mundial de Hanover en 2000, Silodam (Ámsterdam) y el Parque Empresarial Flight Forum en Eindhoven. Trabajos más recientes incluyen las Viviendas Mirador Sanchinarro de Madrid, las viviendas Parkrand en Ámsterdam y el Centro Cultural De Effenaar de Eindhoven, El trabajo de la oficina se ha publicado y exhibido por todo el mundo.

### Colaboraciones
Jacob van Rijs y MVRDV mantiene una colaboración activa con GRAS Arquitectos, Madrid y Palma de Mallorca, desarrollando proyectos y concursos en España.

### Publicaciones
- FARMAX (010 Publishers, Róterdam, 1999)

- Metacity/Datatown (010 Publishers, Róterdam, 1999)

- Reading MVRDV (NAi Publishers, Róterdam, 2003)

- Spacefighter The evolutionary city game (Actar, Barcelona, 2005)

- KM3 EXCURSIONS ON CAPACITIES (Actar, Barcelona, 2006)

- MVRDV 1997-2003 (El Croquis, Madrid, Spain, 2003)